# Galleria Sabauda
Galleria Sabauda (Galeria Sabaudzka) – jedna z najbogatszych w dzieła sztuki pinakotek we Włoszech. Znajduje się w Palazzo dell’Accademia delle Scienze, w Turynie, przy Via Accademia delle Scienze 6.

## Historia
Historia Galerii sięga bardzo daleko w przeszłość, bo aż do 1497, kiedy to ród Savoia zgromadził pierwsze cenne dzieła nabyte przez lata. Pierwszy katalog tych dzieł pochodzi z 1631. O pasji kolekcjonerskiej rodu Savoia wspominał już w 1590 lombardzki malarz i pisarz Giovanni Paolo Lomazzo w swojej Idea del tempio della pittura.
Galeria została założona z woli króla Karola Alberta Sabaudzkiego, i została oficjalnie zainaugurowana 2 października 1832, w dzień jego urodzin. Otrzymała nazwę Galerii Królewskiej (wł. Reale Galleria) i została umieszczona w Palazzo Madama. Mentorem i pierwszym dyrektorem Galerii był Roberto d’Azeglio, który w 1836 zapoczątkował publikację zeszytów katalogu znajdującej się tam kolekcji z reprodukcjami obrazów. Znalazło się w nim 365 dzieł pochodzących z Palazzo Reale i Palazzo Carignano w Turynie oraz
z Palazzo Durazzo w Genui
Karolowi Albertowi należy zawdzięczać projekt polityczno-kulturalny, który przewidywał dotację przeznaczoną do wykorzystania na cele Galerii i zachętę do gromadzenia dzieł różnych szkół włoskich i zagranicznych. w 1848 Palazzo Madama stał się siedzibą parlamentu, trzeba więc było znaleźć nową siedzibę dla Galerii. Dopiero w 1865, dzięki wysiłkom Massimo d’Azeglio, który został dyrektorem muzeum po swym bracie Roberto, przeniesiono zbiory na drugie piętro Palazzo dell’Accademia delle Scienze. W 1860 król Wiktor Emanuel II przekazał Galerię narodowi, zlecając zwierzchnictwo nad nią Ministerstwu Oświaty. W 1923 w muzeum było już 625 dzieł.
W nowej siedzibie obrazy zostały uporządkowane według chronologii oraz szkół malarskich, z których pochodzą. Specjalną przestrzeń przeznaczono na malarstwo piemonckie XV i XVI w. W 1933, w stulecie powstania, pinakoteka otrzymała definitywnie nazwę Galleria Sabauda. Do rozwoju zasobu zbiorów przyczyniły się darowizny oraz zakup wielu dzieł. Dziś znajduje się tam ponad 700 obrazów zgromadzonych w 7 kolekcjach.
Niedawno podjęto decyzję o przeniesieniu Galerii do Manica Nuova w Palazzo Reale, co pozwoli na bardziej adekwatną systematyzację.

## Zwiedzanie
Galerię można zwiedzać indywidualnie lub w grupach. Organizowane są też specjalne ścieżki edukacyjne dla dzieci i młodzieży szkolnej.
| Godziny otwarcia   |               |
| poniedziałek       | zamknięte     |
| wtorek             | 8.30 – 14.00  |
| środa – czwartek   | 14.00 – 19.30 |
| piątek – niedziela | 8.30 – 14.00  |

## Dzieła udostępnione
Uporządkowana chronologicznie ekspozycja podzielona jest ze względu na szkoły malarskie i autorów. Do najbardziej znaczących należą następujące dzieła:
- Szkoły piemonckie z XIV–XVI w.
  - Giovanni Martino Spanzotti, Tryptyk Madonna z Dzieciątkiem i świętymi Ubaldem i Sebastianem
  - Defendente Ferrari, Poliptyk św. Iwo
  - Macrino d’Alba, Madonna adorująca Dzieciątko z aniołami oraz święci Józef, Jan Chrzciciel, Hieronim, Solutore i ofiarodawca
  - Gerolamo Giovenone, Nastawa ołtarzowa Buronzo
  - Gaudenzio Ferrari, Ukrzyżowanie
- Szkoły włoskie XIV–XVI w.
  - Sandro Botticelli, Wenus
  - Fra Angelico, Madonna z Dzieciątkiem
  - Andrea Mantegna, Madonna z Dzieciątkiem i świętymi
  - Piero del Pollaiolo, Archanioł Rafał i Tobiasz
  - Filippino Lippi, Trzej archaniołowie i Tobiasz
  - Agnolo Bronzino, Portret damy
  - Bergognone, Przepowiadanie św. Ambrożego i Konsekracja św. Augustyna
  - Giovanni Gerolamo Savoldo, Madonna z Dzieciątkiem i świętymi Franciszkiem i Hieronimem
- Szkoły flamandzka i holenderska oraz kolekcje księcia Eugeniusza Sabaudzkiego
  - Jan van Eyck, Stygmaty św. Franciszka
  - Petrus Christus, Madonna z Dzieciątkiem
  - Hans Memling, Męka Chrystusa
  - Rembrandt, Portret starca
  - Gerard Dou, Młody Holender w oknie
  - David Teniers (młodszy), Gracze
- Kolekcje dynastyczne: od Emanuela Filiberta do Karola Emanuela I (1559–1630)
  - Rogier van der Weyden, części boczne Tryptyku Zwiastowania
  - Francesco Bassano, Porwanie Sabinek
  - Paolo Veronese, Uczta w domu faryzeusza
  - Jacopo Tintoretto, Trójca Święta
  - Orazio Gentileschi, Zwiastowanie
  - Tanzio da Varallo, Jakub i Rebeka
  - Guercino, Powrót syna marnotrawnego
  - Peter Paul Rubens, Dejanira kuszona przez Furię; Herkules w ogrodzie Hesperyd
- Kolekcje dynastyczne: od Wiktora Amadeusza I do Wiktora Amadeusza II (1630–1730)
  - Guido Reni, Apollo obdzierający ze skóry Marsjasza
  - Guercino, Herodiada grająca na lutni
  - Francesco del Cairo, Herodiada z głową Jana Chrzciciela
  - Antoon van Dyck, Portret konny księcia Tommaso di Savoia-Carignano; Synowie Karola I Stuarta
  - Sebastiano Ricci, Zuzanna przed sądem Daniela
- Kolekcje dynastyczne: od Karola Emanuela III do Karola Feliksa (1730–1831)
  - Bernardo Bellotto, Widok Turynu z Ogrodów Królewskich; Widok na stary most na Padzie i na Turyn
- Kolekcja Riccardo Gualino
  - Duccio di Buoninsegna, Madonna na tronie z Dzieciątkiem i dwoma aniołami
  - Matteo di Gualdo, Święty Hieronim (dzieło przypisywane temu autorowi)
  - Paolo Veronese, Wenus i Mars z Kupidem